# Bojana
 Ovo je glavno značenje pojma Bojana. Za gradsko naselje Čazme, Hrvatska pogledajte Bojana (Čazma).
Bojana je rijeka na granici Crne Gore i Albanije. Otječe iz Skadarskog blata (jezera) u Jadransko more. Teče u velikim okukama s prosječnim padom od 0,6 %. Drimnjača i rijeka Kiri donose u Bojanu velike količine nanosa, te bi ona mogla postati plovnom jedino stalnim bagerovanjem.
Na ušću u Jadransko more se nalazi otok Ada Bojana.

## Vanjske poveznice

### Ostali projekti
|  | Zajednički poslužitelj ima još gradiva o temi Bojana |